# بارام
بارام هي قرية في مقاطعة هريس، إيران. عدد سكان هذه القرية هو 833 في سنة 2006.